# De scheepstimmerman (Johan Polet)
De scheepstimmerman is een kunstwerk in Amsterdam-Noord.
De beeldhouwer Johan Polet kreeg de opdracht in 1954 van de gemeente Amsterdam. Polet was na de Tweede Wereldoorlog in ongenade gevallen omdat hij lid was geweest van de Kultuurraad. Hij werd daardoor uitgesloten van lidmaatschap van de Nederlandse Kring van Beeldhouwers en kreeg geen overheidsopdrachten meer. Het beeld van De Scheepstimmerman was weer zijn eerste grote opdracht.
De gemeente vroeg om een beeld voor het Enkhuizerplein in Tuindorp Nieuwendam. Polet ging op zoek naar verhalen in het archief van Nieuwendam en vond inspiratie bij de scheepsbouw. Die scheepsbouw in het Noord-Hollandse dorp werd het uitgangspunt voor het beeld. Ook voor Polet persoonlijk was de scheepsbouw relevant, zijn schoonvader was namelijk werkzaam in deze tak.
De firma Van Tetterode voerde het ontwerp van Polet uit. Het beeld werd in juni 1960 geplaatst. Het stelt een scheepstimmerman voor met in zijn linkerhand een scheepsribbe en in zijn rechterhand een dissel. Het beeld van Frans kalksteen (schelpkalksteen, vaurion) en sokkel (Zweeds graniet) zijn samen 3,65 meter hoog.